# The Mysterious Benedict Society
The Mysterious Benedict Society (bra: A Misteriosa Sociedade Benedict) é uma série de televisão norte-americana de aventura e mistério baseada nos livros infantis de Trenton Lee Stewart. A série é estrelada por Tony Hale como o Sr. Benedict, que reúne quatro crianças para impedir uma emergência global. Hale também interpreta o irmão gêmeo de Benedict, Sr. Curtain, que é o fundador da escola onde as crianças se infiltram. A série estreou no Disney+ em 25 de junho de 2021 e consiste em oito episódios. Em setembro de 2021, a série foi renovada para uma segunda temporada. Em 16 de maio de 2022, foi anunciado que a segunda temporada seria lançada em setembro de 2022. Em janeiro de 2023, a plataforma anunciou o cancelamento da série apois duas temporadas.

## Sinopse
Durante uma crise global chamada "A Emergência", o Sr. Benedict, um indivíduo muito talentoso e inteligente, recruta quatro crianças para uma missão perigosa de se infiltrar em um colégio interno conhecido como "O Instituto", na ilha de Nomansan.  O Instituto é uma escola dirigida pelo Sr. L.D Curtain, que usa crianças para enviar mensagens que se infiltram no subconsciente, o que permite que ele introduza ideias e pensamentos na mente das pessoas.  O Sr. Benedict envia as quatro crianças que ele recrutou para o Instituto para impedir essa nefasta e salvar o mundo das maquinações do Sr. Curtain.

## Elenco

### Principal
- Tony Hale como Nicholas Benedict, o líder da Misteriosa Sociedade Benedict. Ele tem narcolepsia tipo 1 com cataplexia e desmaia ao sentir emoções intensas. Auxiliado por seus fiéis associados, Benedict acampa pelo Instituto durante a maior parte da série para vigiar as crianças.[5]
  - Hale também interpreta o Dr. L.D. Curtain/Nathaniel Benedict, fundador do Instituto e irmão gêmeo há muito perdido de Benedict. Ele está trabalhando secretamente em uma máquina chamada Whisperer que está causando uma emergência mundial.[5]
  - Luke Roessler interpreta as versões jovens de Nicholas e Nathaniel.
- Kristen Schaal como Número Dois, uma associada de Benedict.[6]
- MaameYaa Boafo como Rhonda, uma acossiada de Benedict.[6]
- Ryan Hurst como Milligan, um acossiado de Benedict.[6]
- Gia Sandhu como Sra. Perumal, tutora de Reynie no orfanato.[6]
- Mystic Inscho como Reynie Muldoon, uma das crianças que Benedict recruta. Ele é inteligente e engenhoso.[6]
- Seth Carr como George "Sticky" Washington, uma das crianças que Benedict recruta. Ele é incrivelmente inteligente e pode se lembrar de tudo o que lê.[6]
  - Trae Maridadi interpreta o jovem Sticky.
- Emmy DeOliveira como Kate Wetherall, uma das crianças que Benedict recruta. Ela sempre carrega um balde com ferramentas que pode precisar.[6]
  - Leia Bajic interpreta a jovem Kate.
- Marta Kessler como Constance Contraire, o mais jovem prodígio das crianças que Benedict recruta.[6]

### Recorrente
- Saara Chaudry como Martina Crowe, uma estudante do Instituto que compete com Reynie e Sticky e recruta Kate para seu time de tetherball.
- Katherine Evans como Jillson, uma das guias das crianças quando elas chegam ao Instituto.
- Ben Cockell como Jackson, um dos guias das crianças quando chegam ao Instituto.
- Fred Melamed como Capitão Noland, capitão do luxuoso transatlântico The Shortcut, no qual os jovens detetives viajam pelo mundo.
- Shannon Kook como o Sr. Oshiro, um professor que trabalha no Instituto e muitas vezes confunde seus alunos com quebra-cabeças e perguntas.
- Ricardo Ortiz como S.Q., filho adotivo de Curtain, que é alheio a suas más ações e faz amizade com Reynie.
- Trenna Keating como Dr. Garrison, cientista-chefe de Curtain trabalhando no Whisperer.

## Produção

### Desenvolvimento
Em setembro de 2019, foi anunciado que um pedido de série para uma adaptação da série de livros de fantasia de Trenton Lee Stewart com o mesmo nome estava perto de ser concluída no Hulu. Phil Hay e Matt Manfredi escreveram o episódio piloto com James Bobin definido para dirigir. Todd Slavkin e Darren Swimmer foram definidos como showrunners da série. Em novembro de 2020, a série foi transferida para o Disney+. Em fevereiro de 2021, foi anunciado que a série consistiria em oito episódios e estrearia em 25 de junho de 2021. Em julho de 2021, Hay e Manfredi disseram que, caso a série fosse renovada para temporadas futuras, eles incorporariam e combinariam elementos da série de livros em vez de cada temporada ser adaptações diretas. Em 28 de setembro de 2021, o Disney+ renovou a série para uma segunda temporada.

### Seleção de elenco
Tony Hale foi escalado em fevereiro de 2020 para interpretar os irmãos gêmeos Sr. Benedict e Sr. Curtain. Kristen Schaal, MaameYaa Boafo, Ryan Hurst, Gia Sandhu, Mystic Inscho, Seth Carr, Emmy DeOliveira e Marta Kessler foram adicionados como regulares da série, interpretando Número Dois, Rhonda, Milligan, Sra. Perumal, Reynie Muldoon, George 'Sticky' Washington , Kate Wetherall e Constance Contraire, respectivamente, em abril. Ao saber que ele havia conseguido o papel, Inscho disse que estava "emocionado" e sentiu que o elenco "fez todo o trabalho duro e esforços que [ele] colocou valer a pena".

### Roteiro
Sobre interpretar Benedict e Curtain e diferenciar os personagens, Hale observou que "Ler os livros e [ver] o quão afável Sr. Benedict é - ele vem de um lugar de compaixão e amor. E então Curtain, você ouve mais sobre a história deles conforme o programa passa, mas ele tem uma tremenda dor e trauma - ele também é muito incompreendido." Hale também descreveu Benedict como uma pessoa "errática e confusa" com uma postura terrível, o que foi divertido para Hale retratar. Hale também gostou de trabalhar em suas "quedas narcolépticas" e Trenton Lee Stewart, dizendo "Apenas aquelas cores diferentes que Trenton Stewart adicionou à série. Trabalhar com um escritor como esse, e quantas reviravoltas ele coloca na série, isso é apenas um doce para um ator. É tão divertido trabalhar com ele." Ao interpretar Curtain, Hale elaborou, dizendo: "Teria sido fácil interpretar a ideia de um gêmeo malvado. Mas eu queria encontrar partes dele com a qual eu ressoava: sua humanidade, principalmente. Ele provavelmente se sente incompreendido e isso vem de sua própria dor." Hale também acrescentou que o personagem não seria o mesmo se não fosse pelo cabelo, figurino e maquiagem colocados em seu traje geral. Hale encontra partes dos personagens que são como ele para desempenhar o papel adequadamente.
Inscho observou em uma entrevista que os temas que ele esperava que os espectadores tirassem ao assistir a série seriam os de família e amizade, e Carr disse que achava que o programa era que o "impossível é possível". Falando sobre seu personagem, Carr disse que "O que eu definitivamente mais admiro é sua empatia. Eu sinto que sua empatia desempenha um papel importante em ele cuidar dos outros quando os outros realmente não se importam com ele. Então, eu sinto que, em um assim, ele é meio que um lobo solitário até encontrar seus amigos." Em outra entrevista, DeOliveira disse que a personagem Kate Wetherall é "muito divertida, ela é teimosa, aventureira, corajosa e independente" e complementou sua "vontade de ir em frente, ela nem sempre pensa em tudo, mas ela não tem medo de simplesmente pular." Falando sobre o arco da história de sua personagem na série e comentando se os espectadores podem ver mais seu personagem no conteúdo por vir, a atriz Gia Sandhu observou que a Sra. Perumal "se surpreende com o quanto ela percebe que se importa com Reynard. Ela depende dele muito mais do que esperava no começo."

### Filmagens
As filmagens foram inicialmente marcadas para começar em meados de 2020 na Colúmbia Britânica, mas foram adiadas devido à pandemia de COVID-19. Começou oficialmente a filmar em 26 de agosto, com cenas filmadas em Gastown, Vancouver, em novembro. As filmagens foram concluídas em 19 de janeiro de 2021. As filmagens da segunda temporada serão transferidas para a Califórnia com o programa de créditos fiscais de cinema e TV do estado.

### Efeitos visuais
A Folks VFX fornece os efeitos visuais para a série. Philippe Thibault atua como supervisor de efeitos visuais. Ele descreveu o trabalho na série como "fazendo oito pequenos filmes". Ao ser contratado como supervisor de efeitos visuais, Thibault começou a ler os livros originais, pois era importante para ele ser fiel ao material de origem para "respeitar o que foi feito e de onde está vindo". Ele também disse que seu trabalho na série era diferente de seu trabalho anterior devido aos elementos criados em CG, como partes da cidade de Stonetown e elementos em certas tomadas, sendo significativamente menos perceptíveis do que seu trabalho anterior.

### Música
Theodore Shapiro e Joseph Shirley compõem a música da série. A trilha sonora de The Mysterious Benedict Society inclui várias músicas clássicas de rock. O roteirista Phil Hay observou que "a música que eles escolheram ajudou a transmitir o tom que eles estavam procurando", bem como que "Nós tivemos essa ideia juntos de que esse é um tipo de música que amamos que tem um lugar realmente específico. Esse tipo de power pop dos anos 70, nós meio que percebemos em uma estranha colisão de todas as coisas nisso, visualmente e em termos de história, que esse mundo, é o que as pessoas ouvem em nossa mente. Esse é o tipo de música que as pessoas adoram." Hay finalmente revelou que a música 'Let Your Love Flow' dos The Bellamy Brothers seria usada na série.

## Marketing
A Disney lançou um trailer da série em 20 de maio de 2021, bem como arte promocional e imagens teaser.

## Lançamento
A série estreou em 25 de junho de 2021, com uma estreia de dois episódios, consistiu em 8 episódios e durou até 6 de agosto de 2021.

## Recepção
No Rotten Tomatoes, a série possui um índice de aprovação de 86% com base em 22 críticas, com uma classificação média de 7.90/10. O consenso dos críticos do site diz: "The Mysterious Benedict Society tem uma conclusão lenta, mas seu delicioso elenco de apoio e tom brilhante contribuem para o entretenimento familiar vencedor." No Metacritic, tem uma pontuação média ponderada de 66 em 100, com base em 7 críticas, indicando "críticas geralmente favoráveis".